# Massonia sessiliflora
Massonia sessiliflora là một loài thực vật có hoa trong họ Măng tây. Loài này được (Dinter) ined. mô tả khoa học đầu tiên.